# Philodendron vargealtense
Philodendron vargealtense là một loài thực vật có hoa trong họ Ráy (Araceae). Loài này được Sakuragui mô tả khoa học đầu tiên năm 2001.